# Baltská pobřežní turistická trasa
Baltská pobřežní turistická trasa nazývaná také Baltská pobřežní stezka, litevsky Jūrų takas, lotyšsky Jūrtaka, estonsky Ranniku matkarada a anglicky The Baltic Coastal Hiking Route, je mezinárodní značená dálková turistická trasa vedená kolem pobřeží Baltského moře v Litvě, Lotyšsku a Estonsku. Trasa je součástí evropské dálkové trasy E9 začínající v Portugalsku a končící v estonském Tallinnu. Občasně se také kryje se Svatojakubskou cestou.

## Popis trasy a další informace
Baltská pobřežní turistická trasa začíná na hraničním přechodu Morskoje-Nida na litevsko-ruské hranici. Vede převážně po pobřeží Baltského moře přes Litvu, Lotyšsko a Estonsko, kde končí v estonském hlavním městě a přístavu Tallin. V Estonsku také vede po ostrovech. Stezka má délku 1419 km a je závěrečnou částí evropské dálkové trasy E9. Terén trasy je povětšinou rovinatý, většinou se drží úrovně moře a celkové maximální převýšení i maximální nadmořská je 70 m.
| Stát     | GPS začátku trasy              | Délka trasy |
| -------- | ------------------------------ | ----------- |
| Litva    | 55°23'51.1991"N, 21°3'5.3078"E | 216 km      |
| Lotyšsko | 56°4'9.7709"N, 21°3'57.0071"E  | 581 km      |
| Estonsko | 57°52'33"N, 24°22'59"E         | 622 km      |

## Galerie

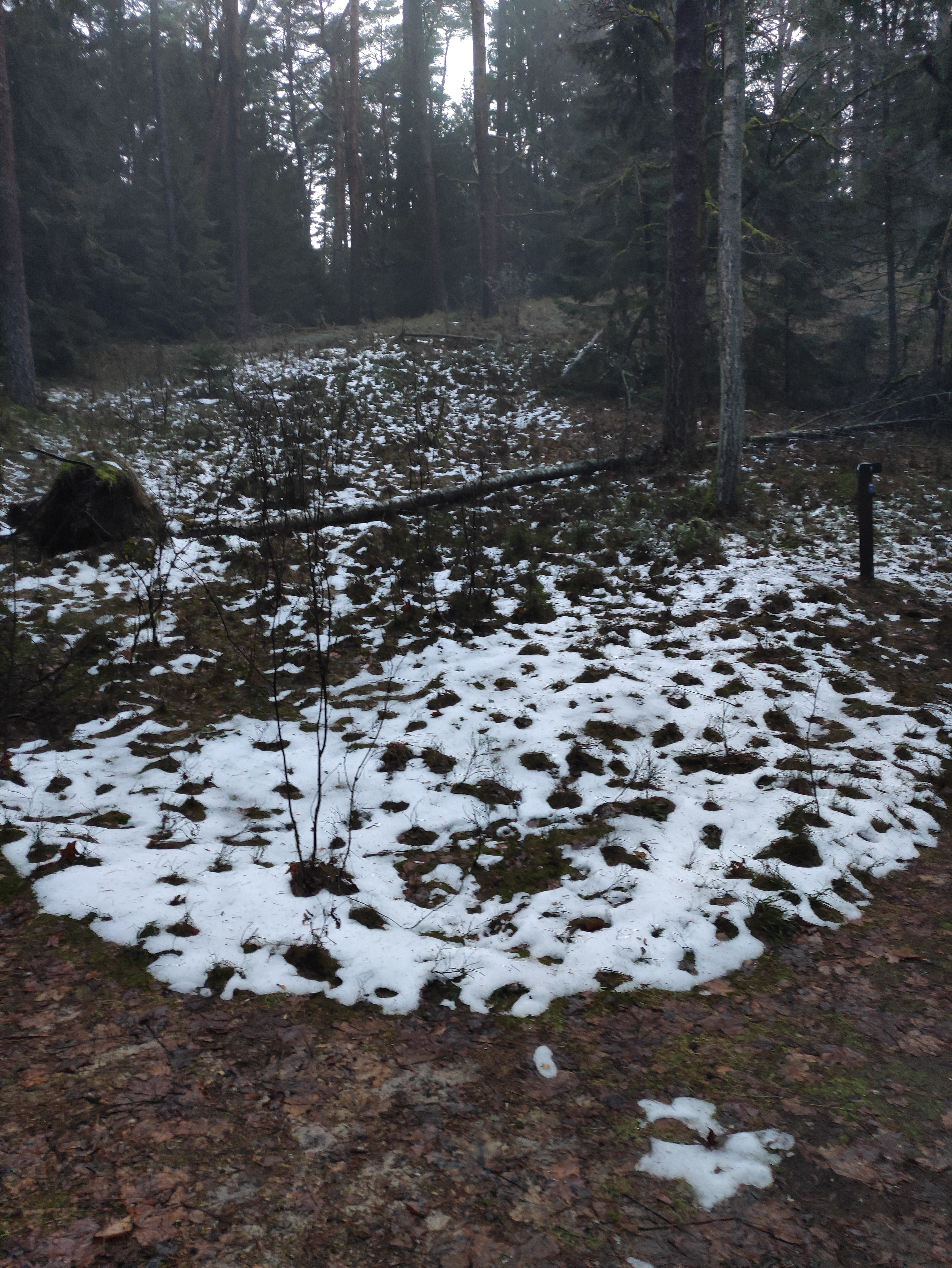
Pažintinis dendrologinis takas
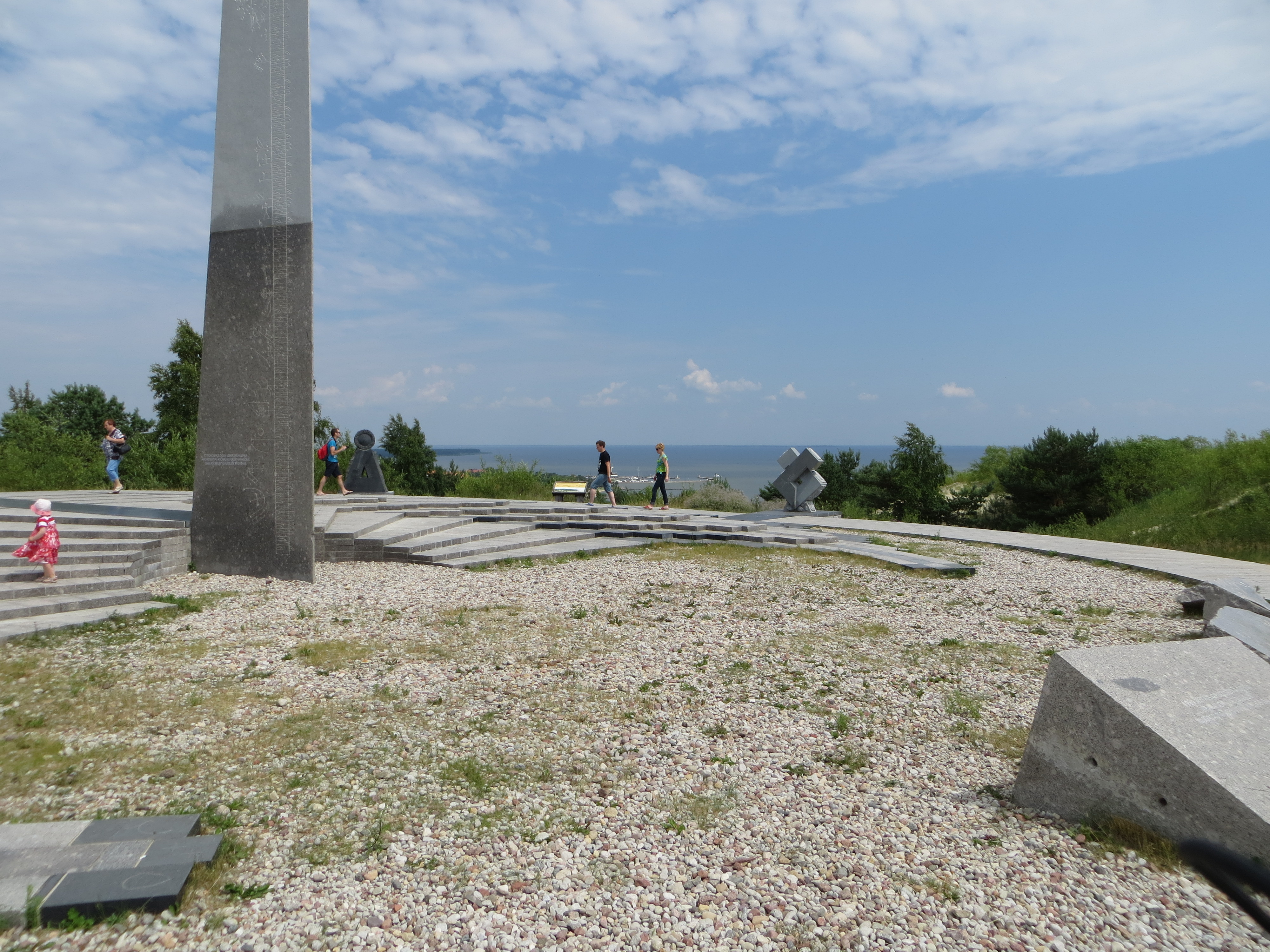
Sluneční kalendář v Nidě